# Sentimiento Muerto
Sentimiento Muerto fue una banda de rock venezolana formada en la ciudad de Caracas en 1981. Con una trayectoria larga y varios discos editados, Sentimiento Muerto es considerada como una de las bandas de rock más populares e influyentes de la escena musical venezolana. Su legado se ha traducido en numerosos tributos y reediciones de sus discos. Algunos de sus miembros se han reunido ocasionalmente para interpretar viejos temas de la banda, aunque han optado en esas presentaciones por usar el nombre de El último Sentimiento.

## Trayectoria
En 1981 comienzan a tocar influenciados especialmente por bandas punk y post-Punk, como Sex Pistols y The Cure, tocando temas de tendencia anarquistas: "El sistema", "Miraflores" y "USA te usa" cuyas letras pertenecían al baterista Alberto Cabello. En sus inicios y como forma de autofinanciarse grababan sus canciones en casetes que eran distribuidos de manera directa en los conciertos entre su creciente grupo de admiradores. Se presentan en Caracas en lugares como la concha acústica de Bello Monte, el Gran Café de Sabana Grande y locales comerciales de moda.
Son considerados los primeros músicos venezolanos en utilizar el marketing artesanal de una manera tan simplista e ingenua como efectiva; pintar el logo de la banda en grafitis en la ciudad y en los baños de los centros comerciales.
Su popularidad en ciertos círculos llegó a ser tan importante que algunos de sus temas (Manos Frías, Educación Anterior, Cuando vendrás) eran conocidos antes de que fuesen grabados apropiadamente en estudio o transmitidos por las estaciones de radio comerciales. Es antes de la producción de su primer álbum Édgar Jiménez (1983-1987) es sustituido por José Echezuria «Pingüino». En 1986 había alcanzado notable popularidad (sin haber grabado un disco) pudiéndose presentar a casa llena dos noches seguidas en recintos de gran capacidad (Teatro Mata de Coco en Caracas), uno de estos conciertos, grabados en casete llega a manos del músico español Miguel Ríos quien los invita a una serie de conciertos en España con motivo del Encuentro de Rock iberoamericano, donde compartieron tarima con artistas como Charly García, El último de la Fila y Paralamas Do Sucesso entre otros. Algunos críticos en España comentaron acerca de la calidad de la banda y se preguntaban porqué una agrupación como Sentimiento Muerto no estuviese contratada aún por ninguna disquera.
Justamente a su regreso de Europa, firman con SonoRodven para su primera grabación y el resultado es el álbum El amor ya no existe, producido por el argentino Fito Páez. Al finalizar la grabación Alberto Cabello abandona la banda para irse a estudiar en el Berklee College of Music en Boston, siendo sustituido por Sebastián Araujo (de solo 16 años para ese entonces). Este disco se convirtió en 1987 en el más vendido de la historia del rock en Venezuela lugar que todavía mantenía a comienzos del 2006[cita requerida]. De su segundo disco Sin sombra no hay luz producido por Guillermo Carrasco en 1989, graban el videoclip del tema Payaso que se convierte en el primer vídeo musical de una banda venezolana en ser transmitido en la señal anglófona de MTV. El videoclip incluye imágenes de la presentación de la banda en el emblemático club de Punk rock y la New wave CBGB ubicado en la ciudad de Nueva York. Este disco es para algunos críticos el mejor desarrollado de la banda con temas tan representativos como: Sin sombra no hay luz, Ayug Paye y el reggae Nada sigue igual.
Antes de la grabación del tercer disco de la banda Wincho abandona la agrupación y en su lugar entra Héctor Castillo, en 1991 sale a la venta Infecto de afecto, última grabación de la banda, producida por el argentino Mariano López. El 10 de septiembre de 1992, en una reunión en El león, un conocido local caraqueño, Cayayo, Pablo y Sebastian junto a Helena Ibarra, mánager del grupo, deciden disolver Sentimiento Muerto argumentando «diferencias conceptuales y artísticas irreconciliables» según un artículo publicado sobre esa fecha en un periódico local. En 1993 aparece el disco compilatorio Fin del cuento 1981 - 1993, el cual era un compromiso adquirido por la banda con la disquera. Luego de esto, Cayayo decide formar, junto a Héctor Castillo y Sebastián Araujo, la banda Dermis Tatú.

## Legado
Pocas bandas han tenido tan importante influencia en el movimiento musical rock venezolano como Sentimiento Muerto; fue la primera banda con un grupo de adeptos incondicionales groupies, la primera en tener una propuesta coherente tanto musicalmente como de imagen y mercadeo. Los típicos desacuerdos y diferencias sobre qué estilo y rumbo que tomaría la banda, sumados a la falta de apoyo de su disquera separaron a la banda.
Pablo Dagnino inició una carrera como solista en 1996 y a comienzos del 2000 forma la agrupación Pixel; Wincho se fue a estudiar en Estados Unidos, a su regreso ha participado como bajista en otras agrupaciones (entre ellas Sur Carabela); Cayayo, Sebastián Araujo y Héctor Castillo formaron la banda Dermis Tatú, grabando un disco en Argentina. Cayayo Troconis, uno de los guitarristas más reverenciados de Venezuela, murió el 17 de noviembre de 1999, poco después de cumplir 31 años, de un paro respiratorio.
En noviembre de 2005 los integrantes sobrevivientes de Sentimiento Muerto (a excepción de Héctor Castillo) se presentaron en un concierto homenaje a Cayayo, al cumplirse 6 años de su muerte.
El 22 de diciembre de 2012 Pablo Dagnino hizo pública en su cuenta de Twitter un enlace que permitía la descarga por tiempo limitado del audio del último concierto llamado EÚS31.

## Integrantes
- Pablo Dagnino: Voz, teclados (1981-1992)
- Carlos Eduardo "Cayayo" Troconis: Guitarra, voz y coros (1981-1992)
- Alberto Cabello: Batería (1981-1988)
- Luis Poleo: Guitarra (1981-1983)
- Ervin "Wincho" Schäfer: Bajo (1983-1990)
- Edgar Jiménez: Guitarra (1983-1987)
- José "Pingüino" Echezuría: Guitarra (1984-1991)
- Sebastián Araujo: Batería (1988-1992)
- Héctor Castillo: Bajo (1991-1992)

## Discografía

### Álbumes de estudio
- Sentimiento Muerto (1986)
- El amor ya no existe (1987)
- Sin sombra no hay luz (1989)
- Infecto de afecto (1991)

### Álbumes recopilatorios
- Fin del Cuento 1981-1993 (1993)
- Aunque Usted No Lo Quiera (1996)
- Solo Éxitos (2001)